# غرافينيكا
غرافينيكا (باليابانية: グラフィニカ، بالروماجي: Kabushiki gaisha Gurafinika) هو استوديو رسوم متحركة ياباني، تأسس في 30 أبريل عام 2009، ويقع مقره في سنجوكو في طوكيو.

## أعمال الاستوديو

### مسلسلات أنمي تلفزيونية
| العنوان                                            | المخرج          | تاريخ بداية العرض | تاريخ نهاية العرض | عدد الحلقات |
| -------------------------------------------------- | --------------- | ----------------- | ----------------- | ----------- |
| Boku wa Ou-sama                                    | تاكاشي هوريوتشي | 6 أبريل 2013      | 22 يونيو 2013     | 12          |
| Chain Chronicle ~Light of Haecceitas~ [الإنجليزية] | ماساشي كودو     | 8 يناير 2017      | 25 مارس 2017      | 12          |
| جوني تايسِن [الإنجليزية]                            | Naoto Hosoda    | 3 أكتوبر 2017     | 19 ديسمبر 2017    | 12          |
| Re:Stage! Dream Days♪                              | شين كاتاغاي     | 7 يوليو 2019      | 29 سبتمبر 2019    | 12          |
| Tokyo Mew Mew New                                  | تاكاهيرو ناتوري | 2022              | TBA               |             |
| CUE!                                               | شين كاتاغاي     | TBA               | TBA               |             |

### الأفلام
| العنوان                                            | المخرج         | تاريخ العرض                    |
| -------------------------------------------------- | -------------- | ------------------------------ |
| Expelled from Paradise                             | شينجي ميزوشيما | 15 نوفمبر 2014                 |
| Chain Chronicle ~Light of Haecceitas~ [الإنجليزية] | ماساشي كودو    | 3 ديسمبر 2016 – 11 فبراير 2017 |
| مرحبا أيها العالم                                  | توموهيكو إيتو  | 20 سبتمبر 2019                 |

### أونا / أوفا
| العنوان            | المخرج                   | تاريخ العرض                    | عدد الحلقات |
| ------------------ | ------------------------ | ------------------------------ | ----------- |
| Hellsing: Ultimate | ياسوهيرو ماتسومورا       | 27 يوليو 2011 – 26 ديسمبر 2012 | 3           |
| Hellsing: The Dawn |                          | 27 يوليو 2011 – 26 ديسمبر 2012 | 3           |
| Wonder Momo        | يوتاكا كاغاوا            | 6 فبراير 2014 – 6 مارس 2014    | 5           |
| JAE: Yamaeloid ‏    | تاكاشي هوريوتشي ماساهيرو | 23 يناير 2015                  | 1           |
| مرحبا أيها العالم  | توموهيكو إيتو            | 13 سبتمبر 2019 – 4 أكتوبر 2019 | 3           |
| سجلات راغناروك     | ماساو أوكوبو             | يونيو 2021                     | TBA         |

## وصلات خارجية
- الموقع الرسمي باللغة اليابانية
- غرافينيكا على موقع ANN company (الإنجليزية)